# 부탄 풋살 국가대표팀
부탄 풋살 국가대표팀은 부탄을 대표하는 풋살 국가대표팀으로 축구대표팀과 마찬가지로 풋살 대표팀도 아시아 최약체로 평가받고 있으며 FIFA 풋살 월드컵 본선 기록이 없는 것은 물론 현재까지 모든 국제 경기에서 단 1승도 거두지 못하고 있다.

## 국제 대회 경력

### AFC 풋살 아시안컵
부탄의 풋살 아시안컵 본선 출전은 2005년 대회가 현재까지 유일하며 그나마도 C조 조별리그에서 3전 전패·조 최하위에 머무르며 순위 결정전으로 밀려났고 순위 결정전 J조에서도 3전 전패·조 꼴찌에 머물렀으며 이후 풋살 아시안컵 본선 기록은 전무하다. 

### 실내 무도 아시안 게임
실내 무도 아시안 게임에는 2013년 대회에 유일하게 출전했지만 그나마도 B조 조별리그에서 2전 전패·조 최하위로 대회를 마감했고 특히 태국과의 1차전에서 1-29로 대패를 당했는데 이 경기는 부탄 풋살 대표팀이 최다 점수차 패배를 당한 경기로 기록되어 있다.

## 주요 대회 성적

### AFC 풋살 아시안컵
| 연도   | 결과    | 경기 | 승   | 무   | 패   | 득점 | 실점 |
| ------ | ------- | ---- | ---- | ---- | ---- | ---- | ---- |
| 1999년 | 불참    | 불참 | 불참 | 불참 | 불참 | 불참 | 불참 |
| 2000년 | 불참    | 불참 | 불참 | 불참 | 불참 | 불참 | 불참 |
| 2001년 | 불참    | 불참 | 불참 | 불참 | 불참 | 불참 | 불참 |
| 2002년 | 불참    | 불참 | 불참 | 불참 | 불참 | 불참 | 불참 |
| 2003년 | 불참    | 불참 | 불참 | 불참 | 불참 | 불참 | 불참 |
| 2004년 | 불참    | 불참 | 불참 | 불참 | 불참 | 불참 | 불참 |
| 2005년 | 1라운드 | 6    | 0    | 0    | 6    | 13   | 73   |
| 2006년 | 불참    | 불참 | 불참 | 불참 | 불참 | 불참 | 불참 |
| 2007년 | 불참    | 불참 | 불참 | 불참 | 불참 | 불참 | 불참 |
| 2008년 | 불참    | 불참 | 불참 | 불참 | 불참 | 불참 | 불참 |
| 2010년 | 불참    | 불참 | 불참 | 불참 | 불참 | 불참 | 불참 |
| 2012년 | 불참    | 불참 | 불참 | 불참 | 불참 | 불참 | 불참 |
| 2014년 | 불참    | 불참 | 불참 | 불참 | 불참 | 불참 | 불참 |
| 2016년 | ?       |      |      |      |      |      |      |
| 합계   | 1/13    | 6    | 0    | 0    | 6    | 13   | 73   |

### 실내 무도 아시안 게임
| 연도   | 결과     | 경기 | 승   | 무   | 패   | 득점 | 실점 |
| ------ | -------- | ---- | ---- | ---- | ---- | ---- | ---- |
| 2005년 | 불참     | 불참 | 불참 | 불참 | 불참 | 불참 | 불참 |
| 2007년 | 불참     | 불참 | 불참 | 불참 | 불참 | 불참 | 불참 |
| 2009년 | 불참     | 불참 | 불참 | 불참 | 불참 | 불참 | 불참 |
| 2013년 | 조별예선 | 2    | 0    | 0    | 2    | 1    | 45   |
| 2017년 | ?        |      |      |      |      |      |      |
| 합계   | 1/4      | 2    | 0    | 0    | 2    | 1    | 45   |